# Il segreto non rivelato
Il segreto non rivelato (in originale Secreto bien guardado) è una miniserie televisiva distribuita nel 2019.

## La fiction
È di genere drammatico, romantico e d'epoca, realizzata in argentina e basata sull'omonimo romanzo di Viviana Rivero. È stata prodotta da MyS Producción, INCAA e FB Group e distribuita in Argentina da CINE.AR a partire dal 15 aprile 2019 per un totale di 5 episodi. L'11 novembre 2020 è stata distribuita in Italia da Netflix per un totale di 8 episodi. I protagonisti sono interpretati da Oriana Sabatini e Victorio D'Alessandro.

## Personaggi
- Oriana Sabatini interpreta Amalia Peres Kiev
- Victorio D'Alessandro interpreta Marthin Müller
- Jorge Suárez interpreta Daniel Peres Kiev
- Noemí Frenkel interpreta Carmela Peres Kiev
- Matías Mayer interpreta Darío Frenkel
- Paula Sartor interpreta Lea Peres Kiev
- Agustina Palma interpreta Irene Peres Kiev
- Graciela Tenenbaum interpreta Dora López
- Marta Lubos interpreta Orfilia
- Bárbara Lombardo interpreta Dora Perrini
- Abian Vainstein interpreta Aníbal Strow
- Romina Fernándes interpreta Charito
- Aitor Miguens interpreta Jesús